# 노준혁
노준혁(2004년 2월 16일 ~ )은 대한민국의 배우이다.

## 출연 작품
- 남자를 믿었네 - 김현상 역
- 배꼽 - 서지호 역
- 살맛납니다 - 변자람 역
- 못말리는 결혼 - 왕사백 역
- 미워도 좋아 - 윤현수 역
- 그래도 좋아! - 윤은석 역